# Prolabeops melanhypopterus
Prolabeops melanhypopterus är en fiskart som först beskrevs av Pellegrin 1928.  Prolabeops melanhypopterus ingår i släktet Prolabeops och familjen karpfiskar. IUCN kategoriserar arten globalt som livskraftig. Inga underarter finns listade i Catalogue of Life.